# Torneo WTA de Gstaad 2016
El Ladies Championship Gstaad 2016 fue un torneo de tenis femenino jugado en pistas de tierra batida. Fue la 24ª edición del Campeonato de Damas Gstaad (pero la primera desde 1994), y parte de la categoría WTA International de 2016. Se llevó a cabo en Roy Emerson Arena en Gstaad, Suiza, del 11 de julio hasta el 17 de julio de 2016.

## Cabeza de serie

### Individual
| Tenista          | Ranking | Preclasificada |
| Timea Bacsinszky | 11      | 1              |
| Jelena Janković  | 24      | 2              |
| Kiki Bertens     | 28      | 3              |
| Caroline Garcia  | 32      | 4              |
| Annika Beck      | 43      | 5              |
| Johanna Larsson  | 54      | 6              |
| Mona Barthel     | 68      | 7              |
| Julia Görges     | 78      | 8              |

- Ranking del 27 de junio de 2016

### Dobles
| Tenista                            | Ranking | Preclasificada |
| Julia Görges Bethanie Mattek-Sands | 24      | 1              |
| Kiki Bertens Johanna Larsson       | 70      | 2              |
| Lara Arruabarrena Xenia Knoll      | 103     | 3              |
| Lyudmyla Kichenok Nadiia Kichenok  | 135     | 4              |

## Campeonas

### Individual
Viktorija Golubic venció a  Kiki Bertens por 4-6, 6-3, 6-4

### Dobles
Lara Arruabarrena /  Xenia Knoll vencieron a  Annika Beck /  Evgeniya Rodina por 6-1, 3-6, [10-8]